# Albert von Jäger

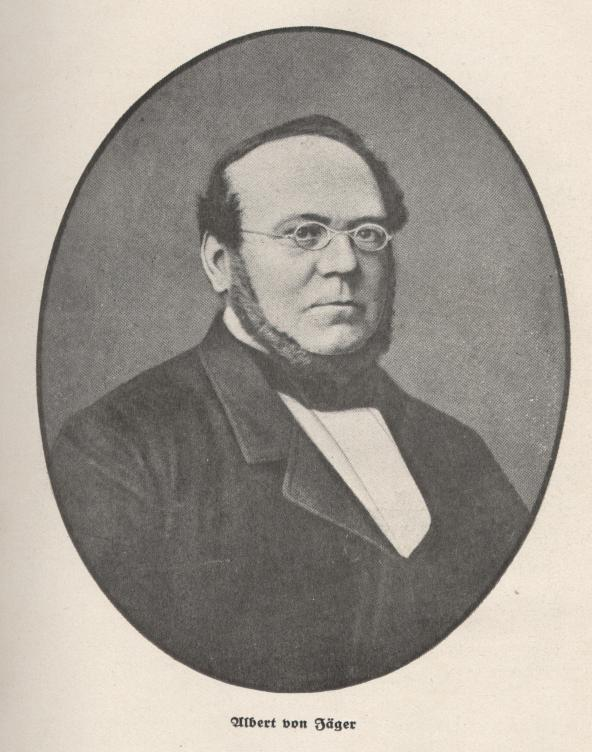
Albert von Jäger um 1870, Foto aus der Biografie von Jakob Knauber, 1925

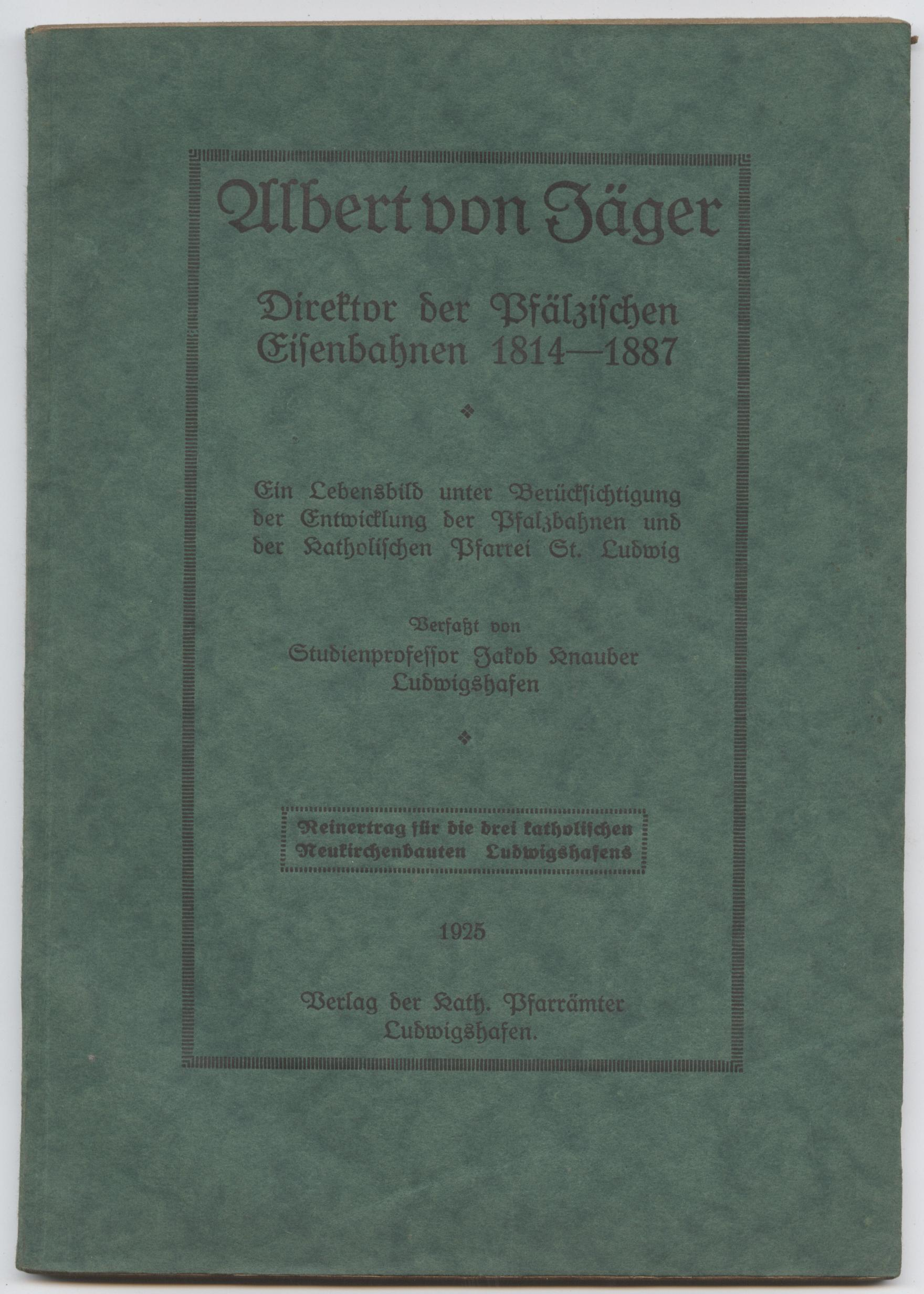
Biografie Albert von Jägers, verfasst von Prälat Jakob Knauber

Albert Jäger, ab 1869 Ritter von Jäger, (* 23. November 1814 in Kempten; † 19. Februar 1884 in Ludwigshafen am Rhein) war Regierungsdirektor und Direktor der Pfälzischen Ludwigsbahn-Gesellschaft, ab 1870 der Pfälzischen Eisenbahnen.

## Leben und Wirken
Jäger wurde als Sohn des aus Düsseldorf stammenden Pädagogen Georg Jäger (1778–1863) und dessen Gattin Friedericke geb. von Ravenstein in Kempten geboren. Der Vater – der 1830 zum Hofrat avancierte und 1850 das persönliche Adelsprädikat erhielt – wirkte dort seit 1804 als Gymnasiallehrer. 1817 wurde er nach Speyer versetzt, wo der Sohn Albert von 1825 bis 1833 als Schüler das Gymnasium Speyer seines Vaters besuchte. Anschließend ging er an die Universitäten von München und Heidelberg, um bis 1837 Rechtswissenschaft zu studieren. In den beiden folgenden Jahren legte er sein Referendariat in Frankenthal und Zweibrücken sowie die Staatsprüfung mit gutem Erfolg ab. Ab März 1840 verbrachte er für ein halbes Jahr weitere Studien in Dijon, um anschließend in den Staatsdienst zu gehen.
Nach einer erfolgreich verlaufenden Visitation der vorgesetzten Finanz-Behörde wurde er zum 25. April 1844 als Geschäftsführer für den Bau der Pfälzischen Ludwigsbahn eingesetzt. Nach Fertigstellung dieser Bahnstrecke wechselte das Büro in das günstiger gelegene Ludwigshafen. Der Bau der wichtigsten Bahnstrecken fällt in die Zeit seiner 40 Jahre währenden Direktion, zunächst als „Sub-Direktor“ unter Paul Camille von Denis, ab 1856 als 1. Direktor. 1862 erhielt er den Titel und Rang des königlichen Regierungsrates, 1870 avancierte er zum Chef der Pfälzischen Eisenbahnen, 1880 wurde er Regierungsdirektor. Darüber hinaus besaß er hohe Auszeichnungen.
Jäger gilt auch als Mäzen, indem er jungen Musikern wie beispielsweise Ludwig Boslet ihr Studium finanzierte. Auch war er in seiner Kirchengemeinde aktiv. Unter anderem initiierte er „zur Hebung des Gottesdienstes“ den Neubau der katholischen Kirche St. Ludwig (Ludwigshafen am Rhein). Dort war er – ebenfalls in der Nachfolge von Paul Camille von Denis – von 1856 bis zu seinem Tode Vorsitzender des Pfarrverwaltungsrates. Er gilt als Gründer des Pfarr-Cäcilienvereins (Kirchenchor), an Sonn- und Feiertagen dirigierte er gelegentlich Kirchenkonzerte.
Jäger hatte am 10. August 1843 Karolina Gertrude Olivier aus Oggersheim geheiratet, deren Vater als französischer Steuerbeamter, von Belfort in die Pfalz gekommen war. Von den sechs Kindern der Eheleute erreichten nur drei das Erwachsenenalter. Die Tochter Maria Jäger (1849–1923) trat als Schwester Maria Auguste in den Orden der Niederbronner Schwestern ein und wirkte als Organistin im Mutterhaus zu Oberbronn.
Das Jägersche Haus in Ludwigshafen war Treffpunkt zahlreicher hochrangiger Persönlichkeiten aus dem kirchlichen Leben. Zu den regelmäßigen Gästen gehörten u. a. die Bischöfe Johannes von Geissel, Andreas Räß, Konrad Reither, Daniel Bonifaz von Haneberg, sowie die Domherren Sigmund Joseph Zimmern und Wilhelm Molitor.

## Ehrungen
- 1857 ernannte ihn Kaiser Napoleon III. zum Ritter der französischen Ehrenlegion
- 1858 erhielt er das Ritterkreuz 1. Klasse des bayerischen St-Michaels-Ordens und das Ritterkreuz des hessischen Verdienstordens Philipps des Großmütigen
- 1863 zeichnete man ihn mit dem preußischen Kronenorden 3. Klasse und dem Ritterkreuz des badischen Ordens vom Zähriger Löwen aus
- 1869 wurde er durch Verleihung des Ritterkreuzes vom Verdienstorden der Bayerischen Krone, in den persönlichen Adelsstand erhoben[6]
- 1871 folgte für Verdienste um die Bayerische Armee das Ritterkreuz 1. Klasse des Militärverdienstordens
- 1873 für die Verdienste um preußische Truppentransporte während des Krieges 1870/71 der Kronenorden 2. Klasse
- 1878 der Rote-Adler-Orden 2. Klasse als Würdigung seiner Bemühungen um die Herstellung einer Bahnverbindung zwischen St. Ingbert und Saarbrücken.[7]

In Kaiserslautern ist eine Straße nach Jäger benannt, ebenso ist ihm die Jägerstraße in Ludwigshafen am Rhein gewidmet.